# Gabriel Mora
Gabriel Mora i Arana (Castellar del Vallès, 13 de septiembre de 1925 -- 25 de noviembre de 2014) fue un mecánico, comerciante y escritor español en lengua catalana nominado en 1975 y 1990 al Mestre en Gai Saber y muy activo en el movimiento esperantista.

## Premios
- Ciutat de Barcelona de poesia, 1971: Amb la mà esquerra
- Vila de Perpinyà, 1972: Roses a Psique
- Vila de Vallirana-Josep M. López Picó de poesia, 1975: Cercant aurores
- Flor Natural als Jocs Florals de Barcelona, 1977: Plenitud intacta
- Ciutat de Reus de poesia, 1985: Renou de mites
- Ciutat d'Olot-Guerau de Liost de poesia i prosa poètica, 1989: Innovació dels orígens
- Viola d'Or i Argent als Jocs Florals de Barcelona, 1990: Procés obert

## Obra
- El poemari "Gènesi" a l'obra Tharrats, obra gràfica 1957-1990 (B: Parsifal, 1990)
- "Calidoscopi de sol i de celístia". Manresa: Obra Cultural de la Caixa de Manresa, 1980
- "Foc d'arrels". 1983
- "Renou de mites". Barcelona: Edicions del Mall, 1986.
- "Innovació dels orígens". Barcelona: Columna, 1990